# 小山博也
小山 博也（おやま ひろなり、1925年9月1日-2018年5月15日）は、日本の政治学者、埼玉大学名誉教授。

## 来歴
北海道生まれ。1945年山形高等学校文科乙類卒業。1948年東京帝国大学法学部政治学科卒業、東京大学社会科学研究所助手。1953年9月埼玉大学文理学部助教授、67年同経済学部教授、79年7月経済学部長。1991年定年退官、名誉教授、山梨学院大学法学部教授。1997年退職。

## 著書
- 『政治学原論講義要綱 第1部』風間書房 1959
- 『明治政党組織論』東洋経済新報社 1967
- 『埼玉県政と知事の歴史的研究』新興出版社 1996
- 『埼玉県政治史断章』埼玉新聞社 1999

共著
- 『県民100年史 埼玉県の百年』共著 山川出版社 1990

### 翻訳
- ロドフ『太平洋をめぐる日米財閥』竹浪祥一郎共訳 岩崎書店 社会科学全書 1953
- ロドフ『太平洋戦争前史 日米独占資本の争覇』竹浪祥一郎共訳 岩崎書店 社会科学全書 1953
- 『日本帝国主義の歴史と本質』竹浪祥一郎共訳編 岩崎書店 知識文庫 1954
- C.J.フリードリッヒ『現代政治 その支配形態と生活形態』理想社 1964
- アンドルー・ロス『日本のジレンマ 現代史の証言双書』新興出版社 1970
- トム・ボットモア『政治社会学入門』新評論 1982
- マックス・アドラー『政治的デモクラシーか社会的デモクラシーか』同時代社 2013

## 参考
- [ISBN　978-4-88683-750-9]
- 『現代日本人名録』2002年